# Taubenkopf (Haardt)
Der Taubenkopf bei Diedesfeld im Gebiet der kreisfreien Stadt Neustadt an der Weinstraße in Rheinland-Pfalz ist ein 603,8 m ü. NHN hoher Vorgipfel der Kalmit im zum Pfälzerwald gehörenden Gebirgszug Haardt.

## Geographie

### Lage
Der Taubenkopf liegt im Biosphärenreservat Pfälzerwald-Vosges du Nord und im Naturpark Pfälzerwald. Sein Gipfel erhebt sich 3,7 km westlich der Dorfkirche von Diedesfeld, einem Stadtteil von Neustadt an der Weinstraße, 100 m südwestlich der Landesstraße 515 (Kalmithöhenstraße) und 525 m (jeweils Luftlinie) nordöstlich des Kalmitgipfels. Der Taubenkopf gehört wie der Breitenberg (545,2 m), der Wetterkreuzberg (400,7 m), der Hüttenberg (620,1 m) oder die Kanzel (531,7 m) zu den Vorbergen des Kalmitmassivs (672,6 m).

### Naturräumliche Zuordnung
Der Taubenkopf gehört zum Naturraum „Pfälzerwald“, der in der Systematik des von Emil Meynen und Josef Schmithüsen herausgegebenen Handbuches der naturräumlichen Gliederung Deutschlands und seinen Nachfolgepublikationen als Großregion 3. Ordnung klassifiziert wird. Betrachtet man die Binnengliederung des Naturraums, so gehört sie zum Mittleren Pfälzerwald und hier zum Gebirgszug der Haardt, welche den Pfälzerwald zur oberrheinischen Tiefebene hin abgrenzt.
Zusammenfassend folgt die naturräumliche Zuordnung der Taubenkopf damit folgender Systematik:
1. Großregion 1. Ordnung: Schichtstufenland beiderseits des Oberrheingrabens
2. Großregion 2. Ordnung: Pfälzisch-saarländisches Schichtstufenland
3. Großregion 3. Ordnung: Pfälzerwald
4. Region 4. Ordnung (Haupteinheit): Mittlerer Pfälzerwald
5. Region 5. Ordnung: Haardt

## Verschiedenes
Vor einem Sturmschaden und darauf folgenden Abholzarbeiten hatte  die Kuppe die Form eines Taubenkopfs. Durch den Kahlschlag ergibt sich ein 270-Grad-Ausblick von West (in den Pfälzerwald), Nord (Hohe Loog) über West (Klausental, Sommerberg und die Rheinebene). nur wenige andere Erhebungen dieser Höhe mit fehlender Bewaldung sind so weit in Richtung Rheinebene vorgeschoben.

## Wandern
Etwa 20 Höhenmeter unterhalb des Taubenkopfes, unmittelbar an der Kalmitstraße, liegt ein Knotenpunkt mehrerer Wanderwege. Es sind dies der Weg vom Totenkopf über den Hahnenschritt (Markierung Blau-Weiß) kommend, Hauptwanderweg Maikammer (Weiß-Grün) und der Hinkelsteinpfad zwischen Klausental und Diedesfeld (ohne farbige Markierung).